# أنهالت بيترفيلد
أنهالت بيترفيلد هو قضاء يقع في ساكسونيا أنهالت، ألمانيا. عاصمته هي كوتن.

## التاريخ
تأسس القضاء بدمج الأقضية السابقة لبترفيلد، كوتن. وجزء كبير من أنهالت-زيربست كجزء من الأصلاح لعام 2007م.

## البلدات
يتكون قضاء أنهالت بيترفيلد من التقسيمات التالية:
| بلدات | بلديات                             |
| --- | ---------------------------------- |
| 1. آكن 2. بيترفلد-فولفن 3. كوتن 4. راغون-يسنيتس 5. زاندرسدوف-برينا 6. زودليشس آنهالت 7. تسيربست 8. تسوربيغ | 1. مولديشتاوسي 2. أوستينبورغر لاند |

## توأمة
لأنهالت بيترفيلد اتفاقيات توأمة مع:
- لينداو (1984 - )